# Jus cogens
Ved det juridiske begreb jus cogens (latin = tvingende ret) forstås den del af retssystemet, som ikke må ændres ved omskrivninger eller forklaringer. Bortset fra privatretten bruges begrebet mest i folkeretten. Det tilsvarende modbegreb er jus dispositivum (foranderlig ret).

## Folkeretlig betydning
I folkeretten betegner retsgrundsætninger som jus cogens, når de beskriver tvingende normer, som ikke bør tilsidesættes hverken ved folkeretlige traktater eller nationale love. Det teoretiske grundlag for disse normsæt er som udgangspunkt naturretten, og dernæst har retsgrundsætningen vundet stor tilslutning blandt hovedparten af staterne til, og disse retssætninger udgør dermed et ufravigeligt grundlag for samordning af lovsystemerne.
Eksistensen af en jus cogens afvises stadig af mange forfattere, men en af de vigtigste lovsamlinger i folkeretten, Wienerkonventionen om traktatretten, forudsætter netop, at tvingende folkeret findes, og den tilskriver traktatbestemmelser ugyldighed, hvis de er i modsætning til jus cogens. Det er usikkert, præcist hvilke bestemmelser der hører ind under jus cogens, men i hvert fald kernen i forbuddet mod magtanvendelse (FN-pagten art 2.4), forbuddet mod folkedrab og de grundlæggende menneskerettigheder hører til den tvingende del af folkeretten.
FN's Internationale Kommission (ILC) udgav i 2017 udgivet en rapport hvori den forsøger at opstille nogle kriterier for hvornår en mellemfolkerelig norm kan anses for at have opnået karakter af jus cogens. ILC har også i en rapport fra 2019 diskuteret hvorvidt en norm (regel) der beskytter miljøet eventuelt kunne antages at få karakter af jus cogens. 